# Férulate de sodium
Le férulate de sodium est le sel de sodium de l'acide férulique. Il est utilisé comme médicament dans la médecine traditionnelle chinoise en traitement contre les maladies cardiovasculaires et cérébro-vasculaires ainsi que pour prévenir la thrombose. On le retrouve dans la racine de l'angélique de Chine (Angelica sinensis). Son action est considérée comme sûre et efficace.
Kraft Foods a déposé en 1993 le brevet de l'utilisation (de 0,001 % à 0,2 %) du férulate de sodium pour masquer l'arrière-goût amer d'édulcorants artificiels tels que l'acésulfame potassium et la saccharine.